# Julius Adolph Stöckhardt
Julius Adolph Stöckhardt (ur. 4 stycznia 1809 w Röhrsdorf koło Meißen w Saksonii, zm. 1 czerwca 1886 w Tharandt w Saksonii) – niemiecki farmaceuta, chemik i agronom.

## Życiorys
Pochodził z rodziny o długoletnich tradycjach naukowych, był synem pastora. Początkowo pracował w latach 1824–1828 jako pomocnik farmaceuty w miejscowości uzdrowiskowej Bad Liebenwerda w Brandenburgii. Następnie studiował farmację i nauki przyrodnicze na Uniwersytecie Friedricha Wilhelma w Berlinie, gdzie w 1833 otrzymał dyplom ukończenia farmacji, Odbył kilka podróży studyjnych po znanych niemieckich ośrodkach nauk chemicznych. Od 1835 roku pracował w laboratorium fabryki wody mineralnej w Dreźnie. W 1837 uzyskał doktorat na Wydziale Filozoficznym Uniwersytetu w Lipsku z rozprawą napisaną na temat metod nauczania przedmiotów ścisłych. Potem pracował jako nauczyciel przedmiotów ścisłych w Królewskiej Szkole Handlowej w Chemnitz (1838–1846), a następnie był profesorem chemii rolniczej w Akademii Leśnictwa i Rolnictwa (Akademie für Forst- und Landwirte) w Tharandt w Saksonii (1847–1893). Utworzył tam pierwsze w Saksonii rolnicze laboratorium chemiczne, które przekształcił w ważną placówkę badawczo-szkoleniową. Jego uczniami byli m.in. Hermann Hellriegel i Julius Sachs. Był nie tylko znakomitym uczonym, ale także utalentowanym popularyzatorem osiągnięć chemii rolniczej. Wygłosił wiele wykładów w różnych częściach Niemiec oraz opublikował ponad  500 artykułów w czasopismach, m.in. w "Zeitschrift für deutsche Landwirthe" i w założonym przez siebie w 1855 "Der Chemische Ackersmann". Jego najbardziej znaną, pracą powstałą na bazie wykładów i popularyzującą stosowanie nawozów była " Chemische Feldpredigten für deutsche Landwirthe" (Kazania chemiczne dla niemieckich rolników" (Lipsk 1851), która później miała wiele wydań. Był członkiem honorowym wielu niemieckich towarzystw rolniczych. Od 1866 członek Deutsche Akademie der Naturforscher Leopoldina. Członek korespondent Galicyjskiego Towarzystwa Gospodarskiego (1873–1886). 
Udzielał się również w życiu społecznym i politycznym Saksonii, był m.in. członkiem drugiej izby parlamentu krajowego (1857–1859) a od rządu za swoje dokonania naukowe otrzymał tytuł tajnego radcy.
Pochowany na cmentarzu  w Tharandt.

## Literatura
- Bernhard Lepsius, Adolf Stöckhardt. In: Allgemeine Deutsche Biographie (ADB). Band 36, Leipzig 1893, S. 288–290
- Штёкгардт, Юлиус-Адольф, Энциклопедический словарь Брокгауза и Ефрона : в 86 т. (82 т. и 4 доп.). — СПб., 1890—1907.